# Rexall Place
Rexall Place (tidligere Skyreach Center) er en sportsarena i Edmonton i Alberta, Canada, der er hjemmebane for NHL-holdet Edmonton Oilers. Arenaen har plads til 16.839 tilskuere, og blev indviet i 1974.